# 강아지 경찰 아저씨
〈강아지 경찰 아저씨〉(犬のおまわりさん 또는 いぬのおまわりさん 이누노오마와리상[*])은 사토 요시미가 작사하고 오나카 메구미가 작곡한 일본의 동요이다. 2007년에 일본의 노래 백선에 선출되고 있다.
또한, JASRAC의 데이터베이스에 등록되어 있는 제목은 ‘犬のおまわりさん’이지만 , 첫 음반인 “차일드 북”(チャイルドブック)에서는 모두 히라가나로 ‘いぬの　おまわりさん’(공백은 실제로는 줄바꿈)으로 표기되고 있다.

## 개요
“차일드 북” 1960년 10월호에서 미로 놀이의 곡으로 나카오 쇼의 미로 삽화와 함께 발표됐다. 별매품인 소노시트가 첫 녹음이다. 이 삽화에 그림에 그려져 있는 ‘강아지 경찰 아저씨’의 견종은 콜리이며, 또 가사와는 다르며 아기 고양이는 울고 있지 않다. 당시의 어린이 노래로는 가사가 너무 길다며 편집장이 가사 수정을 요구했지만, 작사가인 사토 요시미가 거부했기 때문에 그대로 게재됐다는 에피소드가 있다.
1961년 10월 10일에 처음으로 NHK의 “노래 그림책”(うたのえほん)에서 흘러나왔으며, 이 곡은 더 널리 퍼진다. 후속 프로그램인 “엄마와 함께”(おかあさんといっしょ)에서도 정규곡으로 흐르고 있다.
사토 요시미 기년과 명예관장이자 동화작가인 히에다 사이코에 의하면, 이 곡이 많은 사람에게 알려지게 된 것은 작사가인 사토 요시미가 사망한 1968년 이후이다.
1977년 이후, 소학교의 음악 교과서에도 게재되어 있다.
2006년에 일본 문화청과 일본 PTA 전국협의회가 부모와 자식이 길게 계속 불러줬으면 하는 동요, 가창이나 가요곡으로 한 발라드나 애창곡 101곡을 선정한 일본의 노래 백선에도 되어 있다.
동물을 의인화한 노래이며, 개 경찰관이 미아인 아기 고양이에게 집을 찾지만, 아기 고양이는 울고만 있기에 몹시 곤란해 해서 ‘멍멍’(ワンワン 왕왕[*])하며 짖어버린다는 푸근한 정경을 노래하고 있다.
또한, 동요에는 도입부 부분을 곡 제목으로 하는 경우도 비교적 많기 때문에 제목을 ‘미아 아기 고양이’(迷子の子猫ちゃん)로 오해하는 경향도 있다.
‘POOR LITTLE LOST KITTEN’(영어 개사: HENRY V. DRENNAN), ‘The Police Dog’, ‘Doggy Cop And Lost Kitty’(영어 개사: 이구치 노리코)이라는 영어 버전도 있다.

## 녹음한 가수
| 가수                                    | 수록 음반 |
| --------------------------------------- | --- |
| 나카노 케이코                           | 犬のおまわりさん/はまべの貝がら/トマト/知らない子 강아지 경찰 아저씨 |
| 나카노 케이코                           | NHKおかあさんといっしょ 50年 うたのBEST110 NHK 엄마와 함께 50년 노래 BEST110 |
| 미즈타니 레이코                         | NHK-TV うたのえほん NHK-TV 노래 그림책 |
| 미즈타니 레이코                         | いぬのおまわりさん ろばの会童謡名曲集 강아지 경찰 아저씨 로바노카이 동요 명곡집 |
| 모리 미유키                             | 빈칸 |
| 타구치 쿠미코                           | 빈칸 |
| 도이 유코                               | 빈칸 |
| 마리 요시코                             | デラックスえほんレコード11 NHKテレビうたのえほんゴールデンヒット集2 いぬのおまわりさん 디럭스 그림책 레코드 11 NHK 텔레비전 노래 그림책 골든 히트집 강아지 경찰 아저씨 등등                  |
| 사이토 마사코                           | NHK「うたのえほん」より いぬのおまわりさん ママとよいこの7曲シリーズ① NHK '노래 그림책'에서 강아지 경찰 아저씨 엄마와 좋은 이 7곡 시리즈 ①                                                   |
| 카시와 테츠, 슈 사에코, 하야시 아키라   | 빈칸 |
| Regina M.Doi                            | |
| 오가자키 히로미                         | |
| 타나카 세이지, 빅터 앙상블              | |
| 코가 마사요, 도에이 아동 합창단         | |
| 보니 잭스                               | |
| 드리밍                                  | アンパンマンがえらんだこどものうた 호빵맨이 고른 어린이 노래 |
| 하야미 켄타로, 시게모리 아유미          | NHKおかあさんといっしょ いっしょにうたおう大全集40＋カラオケ10 NHK 엄마와 함께 함께 노래하자 대전집 40＋반주 10                                                                              |
| 퍼스트 아카데미                         | みんなのどうよう 2 모두의 동요 2 |
| 이쿠타 히로코                           | ホーホケキョ となりの山田くん オリジナルフルサウンドトラック 휘이이익 이웃집 야마다군 OST |
| 노하라 신노스케 (성우: 야지마 아키코)   | クレヨンしんちゃん「どうよう きけばぁ〜」 짱구는 못말려 ‘동요 들으면~’ |
| 굿치 유조와 굿치즈                      | ハッチポッチステーション 江戸川サリバンショー 핫치 폿치 스테이션 에도가와 설리번 쇼 |
| 쿠우 (성우: 카와타 타에코)              | いないいないばあっ! どうよう 없다 없다 까꿍! 동요 |
| 무르모 (성우: 쿠기미야 리에)            | わがまま☆フェアリー ミルモでポン! フェアリーコンサート〜みんなで歌おう童謡まつり〜 제멋대로☆요정 미르모 퐁퐁퐁! 요정 콘서트 ~다같이 노래하자 동요 축제~                                      |
| 오와다 리츠코                           | 2たのしいどうよう〜いぬのおまわりさん/どんぐりころころ〜 2 즐거운 동요 ~강아지 경찰 아저씨/도토리 데굴데굴                                                                                   |
| 히나타 오사무, 카마다 미키, 에바타 유   | NHKおかあさんといっしょ 夢のビックパレード 弘道おにいさんとあそぼ! ぐーチョコランタンとゆかいな仲間たち NHK 엄마와 함께 꿈의 빅 퍼레이드 히로미치 형과 함께 놀자! 구초코랜턴과 유쾌한 동료들 |
| 왕왕, 우탄(성우: 조, 마미야 쿠루미)     | いないいないばあっ! どうよう 없다 없다 까꿍! 동요 |
| 칸베 우타코, Nitchmo                    | ママとうたおう ディズニー よいこのどうよう 0～3才向 엄마와 노래하자 디즈니 좋은 이 동요 0~3세용                                                                                              |
| 키쿠마루 에이지 (성우: 타카하시 히로키) | テニスの王子様 菊丸英二が歌う童謡名曲集〜ファミリーでたのしもう！〜 테니스 왕자 키쿠마루 에이지가 부르는 동요 명곡집 ~패밀리로 즐기자!~                                                      |
| 하이다 쇼코                             | みんなでうたう童謡・唱歌 いぬのおまわりさん〜おやすみなさい 다같이 노래하는 동요 · 가창 강아지 경찰 아저씨 ~ 안녕히 주무세요                                                                 |
| 노노짱                                  | ののちゃん２さい こどもうた 노노짱 2살 어린이 노래 |

## 관련 사항
- “주간문춘”(週刊文春) 1979년 9월 6일호의 표지는 본곡의 도입부 부분의 가사를 이유로, ‘강아지 경찰 아저씨’를 제목으로 한 고양이 일러스트였다[10]. 동일 일러스트는 2019년 9월 12일호의 표지에 재사용됐다.

## 그림책
- 佐藤義美; 林蘭 (2009년). 《はじめましてのえほん vol.3-8 いぬのおまわりさん》 [처음뵙겠습니다의 그림책 vol.3-8 강아지 경찰 아저씨]. チャイルド本社. ISBN 9784805432792.
- 佐藤義美 (글); さいとうしのぶ (구성, 그림) (2016년). 《いぬのおまわりさん》 [강아지 경찰 아저씨]. ひさかたチャイルド. ISBN 9784865490893.

### 내용주
1. ↑  이 곡을 “노래 그림책”(うたのえほん)에서 부른 나카노 케이코의 가창반이 도시바 EMI에서 발매됐을 때의 제목이 ‘犬のおまわりさん’(犬のおまわりさん/はまべの貝がら/トマト/知らない子 (도시바 레코드 JB-1055).
2. ↑  음악 교과서에 게재됐을 때의 제목도 모두 히라가나이다[2].
3. ↑  프로그램 속의 코너 ‘핫치 폿치 MTV’(ハッチポッチMTV)에서 사용된 것으로 퀸의 ‘보헤미안 랩소디’와 매시업한 개사곡이다.

### 참조주
1. ↑  “チャイルドブックの歴史” [차일드 북의 역사]. 《チャイルド本社》 (일본어). 2021년 7월 23일에 확인함.
2. 1 2  《歌い継がれる名曲案内 音楽教科書掲載作品10000》 [계속 불리는 명곡 안내 음악 교과서 게재 작품 10000] (일본어). 日本アソシエイツ. 2011년. 111~112, 311쪽. ISBN 978-4816922916.
3. 1 2 3  読売新聞文化部 (1999년). 《唱歌・童謡ものがたり》 [창가 · 동요 이야기] (일본어). 岩波書店. 238쪽. ISBN 4000233408.
4. ↑  片野ゆか (2009년). 《ポチのひみつ》 [바둑이의 비밀] (일본어). 集英社. 205-207쪽. ISBN 978-4-08-746407-8.
5. 1 2  《唱歌・童謡ものがたり》 [창가 · 동요 이야기] (일본어). 239쪽.
6. ↑  片野ゆか. 《ポチのひみつ》 [바둑이의 비밀] (일본어). 209쪽.
7. ↑  1979년에 발매한 컴팩트반 “영어로 부르는 일본 동요 손뼉을 칩시다/달팽이/장난감 차차차/강아지 경찰아저씨” (일본 컬럼비아 EK-31)메 수록됐다(노래: HENRY V. DRENNAN, REGINA M. DOI, 아오바 인터너셔널 아동).
8. ↑  1997년 4월 21일에 발매된 음반 “해피 차일드! ~영어로 노래하자 어린이 노래 모두의 노래~”(ハッピー・チャイルド!〜英語でうたおう　こどものうた　みんなのうた〜)에 수록됐다(노래: Greg Irwin)
9. ↑  《えいごどうよううたのえほん Let's sing！ きいてうたってえいごのうた16曲 楽しく歌って英語が身につく！》 [영어 동요 노래 그림책 Let's sing! 들어줘 노래해줘 영어 노래 16곡 즐겁게 노래하며 영어가 몸에 밴다!]. 永岡書店. 2005년. 14~15쪽. ISBN 978-4-522-48471-5.
10. ↑  《週刊文春》 [주간문춘] (일본어). 142쪽.